# Тотожність
Тотожність (в математиці) — рівність двох виразів, яка виконується на всій множині значень змінних (рівність, що виконується для будь-яких значень змінної), наприклад,
{\displaystyle a+b=b+a},
{\displaystyle a^{2}-b^{2}=(a+b)(a-b)},
{\displaystyle (a+b)^{2}=a^{2}+2ab+b^{2}},
{\displaystyle \sin ^{2}x+\cos ^{2}x=1},
{\displaystyle (a+b+c)^{2}=a^{2}+b^{2}+c^{2}+2ab+2ac+2bc},
{\displaystyle (a-b-c)^{2}=a^{2}+b^{2}+c^{2}-2ab-2ac+2bc},
{\displaystyle \left(a+b\right)^{4}=a^{4}+4\cdot a^{3}\cdot b+6\cdot a^{2}\cdot b^{2}+4\cdot a\cdot b^{3}+b^{4}},
{\displaystyle a:{\frac {b}{d}}={\frac {ad}{b}}},
{\displaystyle a\cdot {\frac {c}{d}}={\frac {ac}{d}}}
{\displaystyle (a+b)^{4}=a^{4}+4\cdot a^{3}\cdot b+6\cdot a^{2}\cdot b^{2}+4\cdot a\cdot b^{3}+b^{4}}
тощо.
Рівність {\displaystyle x+2=5} має місце не для будь-якого значення {\displaystyle x}, а тільки при {\displaystyle x=3}. Така рівність не є тотожністю; вона називається рівнянням. Тотожністю називають також рівність, що не містить змінних; наприклад: {\displaystyle 25^{2}=625}.
Тотожність часто позначається  символом «≡»

## Формули скороченого множення
- Квадрат суми (різниці): {\displaystyle (a\pm b)^{2}=a^{2}\pm 2ab+b^{2}} справедлива рівності для будь яких {\displaystyle a,b}.

- Різниця квадратів: {\displaystyle a^{2}-b^{2}=(a+b)(a-b)} справедлива рівність для будь яких {\displaystyle a,b}.

- Куб суми (різниці): {\displaystyle (a\pm b)^{3}=a^{3}\pm 3a^{2}b+3ab^{2}\pm b^{3}} справедлива рівність для будь яких {\displaystyle a,b}.

- Сума (різниця) кубів: {\displaystyle a^{3}\pm b^{3}=(a\pm b)(a^{2}\mp ab+b^{2})} справедлива рівність для будь яких {\displaystyle a,b}.

- Многочлени {\displaystyle (a+b\pm c)^{2}=a^{2}+b^{2}+c^{2}+2ab\pm 2ac\pm 2bc} справедлива рівність для будь яких {\displaystyle a,b,c}.[1]

## Пропорція
Пропорція {\displaystyle {\frac {2a}{a-1}}={\frac {10a}{5(a-1)}}} є тотожність при всіх значеннях {\displaystyle a}, крім {\displaystyle a=1}, оскільки при {\displaystyle a=1} знаменники дробів перетворюються в нуль, тобто дроби не мають змісту. Заміна виразу {\displaystyle {\frac {ac}{bc}}} виразом {\displaystyle {\frac {a}{b}}} (скоротили на {\displaystyle c}) є тотожнім перетворенням виразу {\displaystyle {\frac {ac}{bc}}} при обмеженнях: {\displaystyle b\neq 0,c\neq 0}.Отже, {\displaystyle {\frac {ac}{bc}}}={\displaystyle {\frac {a}{b}}} — тотожність при всіх значеннях змінних, крім {\displaystyle b=0,c=0}.

## Тотожності (властивості степенів)
Для будь яких {\displaystyle x,y} і додатних {\displaystyle a,b} справедливі рівності:
{\displaystyle a^{0}=1}; {\displaystyle a^{x}a^{y}=a^{x+y}}; {\displaystyle a^{x}\div a^{y}=a^{x-y}}; {\displaystyle (a^{x})^{y}=a^{xy}}; {\displaystyle (ab)^{x}=a^{x}b^{x}}; {\displaystyle ({\frac {a}{b}})^{x}={\frac {a^{x}}{b^{x}}}}; {\displaystyle a^{-x}={\frac {1}{a^{x}}}}.

## Логарифмічні тотожності
Логарифм добутку дорівнює сумі логарифмів; логарифм частки дорівнює різниці логарифмів. Логарифм степеня {\displaystyle x^{p}} дорівнює добутку показника степеня p на логарифм самого числа х; логарифм кореня p-го степеня з числа х — логарифм числа, поділений на p. У наступній таблиці перелічені ці тотожності з прикладами. Дані логарифмічні тотожності виконуються за умови, що {\displaystyle x>0,y>0,a>0,a\neq 1}, {\displaystyle p\in R}.
|         | Формула                                                                          | Приклад                                                                                                |
| ------- | -------------------------------------------------------------------------------- | --- |
| добуток | {\displaystyle \log _{b}(xy)=\log _{b}(x)+\log _{b}(y)}                          | {\displaystyle \log _{3}(243)=\log _{3}(9\cdot 27)=\log _{3}(9)+\log _{3}(27)=2+3=5}                   |
| частка  | {\displaystyle \log _{b}\!\left({\frac {x}{y}}\right)=\log _{b}(x)-\log _{b}(y)} | {\displaystyle \log _{2}(16)=\log _{2}\!\left({\frac {64}{4}}\right)=\log _{2}(64)-\log _{2}(4)=6-2=4} |
| степінь | {\displaystyle \log _{b}(x^{p})=p\log _{b}(x)}                                   | {\displaystyle \log _{2}(64)=\log _{2}(2^{6})=6\log _{2}(2)=6}                                         |
| корінь  | {\displaystyle \log _{b}{\sqrt[{p}]{x}}={\frac {\log _{b}(x)}{p}}}               | {\displaystyle \log _{10}{\sqrt {1000}}={\frac {1}{2}}\log _{10}1000={\frac {3}{2}}=1.5}               |

З означення логарифма випливає, що при {\displaystyle a>0,a\neq 1,b>0} виконується рівність {\displaystyle a^{\log _{a}{b}}=b}. ЇЇ називають основною логарифмічною тотожністю.

## Формула переходу до іншої основи логарифма
Прологарифмуємо за основою {\displaystyle c}, де {\displaystyle c>0,c\neq 1}, обидві частини основної логарифмічної тотожності {\displaystyle a^{\log _{a}{b}}=b}. Отримаємо: {\displaystyle \log _{a}b={\frac {\log _{c}b}{\log _{c}a}}} — формула переходу від логарифма з основою {\displaystyle a} до логарифма з основою {\displaystyle c}.

## Тотожності гіперболічної функції
Гіперболічні функції задовольняють безліч тотожностей, всі вони подібні за формою до тригонометричних тотожностей. Правило Осборна зазначає, що можна перетворити будь-яку тригонометричну тотожність у гіперболічну тотожність, розширивши її повністю. Функція Гудермана зв'язує тригонометричні функції і гіперболічні функції без залучення комплексних чисел.
1. {\displaystyle \operatorname {ch} ^{2}x-\operatorname {sh} ^{2}x=1}
2. Парність:
  1. {\displaystyle \operatorname {sh} (-x)=-\operatorname {sh} x}
  2. {\displaystyle \operatorname {ch} (-x)=\operatorname {ch} x}
  3. {\displaystyle \operatorname {th} (-x)=-\operatorname {th} x}
3. Формули додавання:
  1. {\displaystyle \operatorname {sh} (x\pm y)=\operatorname {sh} x\,\operatorname {ch} y\pm \operatorname {sh} y\,\operatorname {ch} x}
  2. {\displaystyle \operatorname {ch} (x\pm y)=\operatorname {ch} x\,\operatorname {ch} y\pm \operatorname {sh} y\,\operatorname {sh} x}
  3. {\displaystyle \operatorname {th} (x\pm y)={\frac {\operatorname {th} x\pm \operatorname {th} y}{1\pm \operatorname {th} x\operatorname {th} y}}}.

## Приклади тотожностей в математиці
- Тотожність Ейлера
- Тотожність паралелограма
- Тотожність чотирьох квадратів
- Тотожність восьми квадратів
- Тригонометричні тотожності